# Ladytron
Ladytron — английская электронная группа, образованная в 1999 году. Название группы связано с песней «Ladytron» из дебютного альбома 1972 года группы Roxy Music.

## История
Англичанин Дэнни Хант (Danny Hunt) и китаец Рубен Ву (Reuben Wu), чьим основным занятием были клубные диджей-выступления, как в Англии, так и в континентальной Европе, на одном из своих концертов повстречались с Мирой Аройо (Mira Aroyo), уроженкой Болгарии и талантливой вокалисткой. Немного позже к троице присоединилась подруга Миры, родом из Глазго Хелен Марни (Helen Marnie), вокалистка и клавишница.
В 1999 году, потратив всего лишь 50 фунтов, группа записала свой первый сингл He Took Her to a Movie. Часть тиража предусмотрительно разослали по редакциям ведущих музыкальных журналов. Их дебютная работа заслужила в основном положительные отзывы, а читатели журнала «New Musical Express» даже назвали He Took Her to a Movie синглом недели. Следом были выпущены синглы Playgirl и Open Your Heart, а в 2000 году вышел минидиск Commodore Rock. (названный в честь Commodore 64 — компьютера, на котором музыкант Роб Хаббард писал музыку для видеоигр 80-х годов).
В 2001 году вышел первый альбом 604, а уже в следующем году последовал второй альбом Light & Magic, запись его проходила в Калифорнии, США. В поддержку каждого альбома Ladytron проводили многомесячные туры по Европе и Америке, выступая в униформе — одинаковых чёрных костюмах (что вкупе с общей стилистикой музыки и поведением группы на сцене можно отметить как отсылку к Kraftwerk, пионерам электронной музыки). Музыка первых двух альбомов была минималистична, а голоса вокалисток звучали холодно и отстранённо (что превратилось в клише, применяемое ко всей музыке Ladytron). Жанр электроклэш позиционировался как переосмысление электронной музыки с множеством отсылок к группам 70-х и 80-х годов, но в истории остался лишь как непродолжительный период пародирования раннего танцевального синти-попа. Ladytron же осознали, что пришло время двигаться дальше.
2005 году вышел третий альбом Witching Hour, и группа снова отправилась в почти двухлетний концертный тур, выступив, в том числе, летом 2006 года и на фестивале Stereoleto в Санкт-Петербурге, это был первый концерт группы в России. Альбом был смелым шагом на территорию мейнстрима, но при этом группе удалось не растерять свою самобытность. Музыка приблизилась к электронному року, вокал же стал более живым и теплым. Два трека с Witching Hour использовались Electronic Arts в качестве саундтрека к Need for Speed: Carbon, что стало свидетельством выхода музыки группы в массовую ротацию.
В феврале 2008 года Ladytron закончили работу над четвёртым студийным альбомом Velocifero. Velocifero (по словам участников группы, переводится как "несущий скорость"), стал новой вехой в истории Ladytron, развивая музыку коллектива в направлении, заложенном ещё при записи предыдущего альбома, но при этом уходя от мейнстримного вектора, по которому, казалось бы, должна была начать двигаться музыка группы. Звучание стало тягучим, глубоким, в то же время более шумным, приобрело заметные оттенки шугейза. Запись прошла в Париже, при содействии Алессандро Кортини, клавишника Nine Inch Nails и лидера Лос-Анджелесской группы Modwheelmood, диджея Викарио Блисса (Vicarious Bliss). Альбом вышел в июне 2008 года, за выходом последовал тур. В мае 2009 года группа посетила Россию во второй раз, уже с двумя концертами: в московском клубе Arma 8 мая и в Манеже кадетского корпуса в Санкт-Петербурге 10 мая. Сингл Ghosts вошел в саундтрек к играм EA Need for Speed: Undercover и The Sims 3.
В 2011 году был выпущен пятый альбом Ladytron под названием Gravity The Seducer, на котором коллектив "снизил обороты" своей музыки, уйдя от стремительных и боевых мотивов предыдущих альбомов к более мягкому, мелодичному и туманному звучанию в духе барокко-попа и даунтемпо. При записи нового альбома группа почти не использовала живые инструменты, отдавая предпочтение глубоко синтетическому звучанию.
С 2011-го по 2018 год Ladytron взяли творческий перерыв. Хелен занялась сольным творчеством (Даниэль Хант выступил продюсером ее первого альбома Crystal World), Рубен полностью посвятил себя фотоискусству, а Мира отправилась работать на телевидении.
В начале 2019 года, после выхода четырёх синглов, Ladytron выпустили новый безымянный альбом (официально — Ladytron), над которым работали два года вместе с Джимом Эббиссом (продюсером, работавшим с группой над ранними альбомами) и Игорем Кавалерой (бывшим участником Sepultura). Альбом вышел независимо — группа собрала деньги, необходимые для продюсирования, с помощью PledgeMusic. В отличие от всей предыдущей музыки Ladytron, не все тексты песен на новом альбоме абстрактны — некоторые завуалированно отсылают слушателя к мировым проблемам современности. Новые песни в основном тревожны по звучанию, по общей динамике альбом близок к Velocifero. Ladytron является самым "тяжелым" альбомом группы, одновременно с индустриально-танцевальными ритмами возвращаясь к шугейзовой шумности. После выхода новой музыки группа отправилась в тур в поддержку альбома, посетив в том числе и Россию: концерты в Москве и Санкт-Петербурге прошли 1 и 2 июня.
Помимо оригинальных работ, Ladytron много времени уделяет написанию ремиксов на песни множества групп: Placebo, Blondie, Gang of Four, David Gahan, Goldfrapp, Bloc Party, Kings of Convenience, Indochine, Apoptygma Berzerk, She Wants Revenge, Soulwax, Nine Inch Nails, Death In June и Simian.

## Творчество
Музыку Ladytron относят к стилю электропоп с влиянием синти-попа, новой волны и шугейза. В ранние годы музыкальные журналисты относили Ladytron к жанру электроклэш, но сейчас группа отрицает свою принадлежность к данному жанру.
Лирика группы имеет несколько неопределённую природу: в текстах раннего творчества широко распространена эстетизация аналоговой электронной техники и абстрактные зарисовки из повседневной жизни, иногда на болгарском языке (Мира Аройо родом из Болгарии), но позже тексты приобретают более мистические, иногда философские оттенки. 

## Состав
- Дэниел Хант (Daniel Hunt)
- Рубен Ву (Reuben Wu)
- Хелен Марни (Helen Marnie)
- Мира Аройо (Mira Aroyo)

## Дискография

### Альбомы
- 604 (2001)
- Light and Magic (2002)
- Witching Hour (2005)
- Velocifero (2008)
- Gravity The Seducer (2011)
- Ladytron (2019)
- Time's Arrow (2023)

### EP и сборники
- Miss Black And Her Friends (1999)
- Softcore Jukebox (2003)
- Extended Play (2006)
- Velocifero: Remixed & Rare (2010)

### Синглы
- 1999 «He Took Her To A Movie»
- 2000 «Playgirl EP (Tricatel)»
- 2000 «Commodore Rock»
- 2000 «Mu-Tron» EP
- 2001 «The Way That I Found You»
- 2001 «Playgirl: Remixes»
- 2002 «Seventeen»
- 2003 «Blue Jeans»
- 2003 «Evil»
- 2005 «Sugar»
- 2005 «Destroy Everything You Touch»
- 2006 «International Dateline»
- 2007 «Weekend: Remixes»
- 2007 «Soft Power: Remixes»
- 2007 «Destroy Everything You Touch: Remixes»
- 2008 «Ghosts»
- 2008 «Runaway»
- 2009 «Tomorrow»
- 2010 «Ace Of Hz»
- 2018 «The Animals»
- 2018 «The Island»

### Ремиксы
- 1999 Kool Aid — «Intercity Firm»
- 1999 Hayleys Cake — «You do voodoo»
- 2001 King of Woolworths — «Bakerloo»
- 2001 Kings of Convenience — «Little Kids»
- 2001 Soulwax — «Conversation Intercom»
- 2002 Apoptygma Berzerk — «Until the End of the World»
- 2002 Felix da Housecat — «Silver Screen Shower Scene»
- 2002 Looper — «She’s a Knife»
- 2002 Electrocute — «I need a freak»
- 2003 David Gahan — «I Need You»
- 2003 Simian — «La Breeze»
- 2004 Rhythm King and Her Friends — «One / Two»
- 2004 Super Numeri — «the Chart»
- 2005 Bloc Party — «Like Eating Glass»
- 2005 Gang of Four — «Natural’s Not In It»
- 2005 Kissogram — «My Friend Is a Seahorse»
- 2006 Cities — «Writing on the Wall»
- 2006 Goldfrapp — «Fly Me Away»
- 2006 Placebo — «Because I Want You»
- 2006 She Wants Revenge — «Tear You Apart»
- 2006 Ursula 1000 — «Urgent / Anxious»
- 2006 Polysics — «Wild one»
- 2006 Blondie — «Fade away and radiate»
- 2006 Blondie — «Hanging on the telephone»
- 2007 Indochine — «Pink Water»
- 2007 Bonde do Role — «Solta o frango»
- 2007 Nine Inch Nails — «The Beginning of the End»
- 2007 Nine Inch Nails — «Capital G»
- 2007 Soft Cell — «Say Hello Wave Goodbye»
- 2011 Death In June — «Little Black Angel»

### Клипы
- 2000 «Playgirl» (2 версии)
- 2002 «Seventeen»
- 2003 «Blue Jeans»
- 2003 «Evil (UK version)»
- 2003 «Evil (US version)»
- 2005 «Sugar»
- 2005 «Destroy Everything You Touch»
- 2007 «Jet age»
- 2008 «Ghosts»
- 2008 «Runaway»
- 2009 «Tomorrow»
- 2009 «Burning Up»
- 2011 «Ace Of Hz»
- 2011 «White Elephant»
- 2011 «Mirage»
- 2018 «The Animals»
- 2018 «The Island»
- 2019 «Deadzone»
- 2019 «Tower of Glass»